# Список малых базилик Словакии
Список малых базилик Словакии представляет собой список католических костёлов Словацкой республики, которым Ватиканом присвоен титул малой базилики. Этот почётный титул присваивается римским папой в ознаменование древности храма, его исторической важности или значимости как паломнического центра.
По состоянию на начало 2015 года двенадцать словацких храмов обладали титулом малой базилики.
| №  | Местонахождение                                    | Наименование базилики                                                                           | Время основания | Дата присвоения титула | Изображение | Епархия                |
| -- | -------------------------------------------------- | ----------------------------------------------------------------------------------------------- | --------------- | ---------------------- | ----------- | ---------------------- |
| 1  | Шаштин-Страже, Трнавский край                      | Базилика Семискорбящей Девы Марии Bazilika Sedembolestnej Panny Márie                           | 1733 год        | 23.11.1964             |             | Епархия Братиславы     |
| 2  | Левоча, Прешовский край                            | Базилика Посещения Девы Марии Bazilika Navštívenia Panny Márie                                  | 1247 год        | 26.01.1984             |             | Диоцез Спиша           |
| 3  | Лютина, Сабинов, Прешовский край                   | Базилика Успения Пресвятой Богородицы Bazilika Zosnutia presvätej Bohorodičky                   | 1893 год        | 22.06.1988             |             | Архиепархия Прешова    |
| 4  | Старе-Гори, Банска-Бистрица, Банскобистрицкий край | Базилика Посещения Девы Марии Bazilika Navštívenia Panny Márie                                  | 1448 год        | 01.08.1990             |             | Диоцез Банска-Быстрицы |
| 5  | Кежмарок, Прешовский край                          | Базилика Воздвижения Святого Креста Bazilika Povýšenia svätého Kríža                            | 1444 год        | 29.07.1998             |             | Диоцез Спиша           |
| 6  | Нитра, Нитранский край                             | Базилика Святого Эммерама Bazilika svätého Emeráma                                              | 1333 год        | 21.10.1998             |             | Диоцез Нитры           |
| 7  | Бардеёв, Прешовский край                           | Базилика Святого Эгидия Bazilika svätého Egídia                                                 | XIV век         | 23.11.2000             |             | Архидиоцез Кошице      |
| 8  | Райецка-Лесна, Жилина, Жилинский край              | Базилика Рождества Преблагословенной Девы Марии Bazilika Narodenia Preblahoslavenej Panny Márie | 1864 год        | 11.03.2002             |             | Диоцез Жилины          |
| 9  | Вранов-над-Топлёу, Прешовский край                 | Базилика Рождества Девы Марии Bazilika Narodenia Panny Márie                                    | 1672 год        | 19.06.2008             |             | Архидиоцез Кошице      |
| 10 | Трнава, Трнавский край                             | Базилика Святого Николая Bazilika svätého Mikuláša                                              | XI век          | 24.10.2008             |             | Архидиоцез Трнавы      |
| 11 | Марианка, Малацки, Братиславский край              | Базилика Рождества Девы Марии Bazilika Narodenia Panny Márie                                    | 1377 год        | 31.07.2011             |             | Архидиоцез Братиславы  |
| 12 | Михаловце, Кошицкий край                           | Базилика Сошествия Святого Духа Bazilika Zostúpenia Svätého Ducha                               | 1934 год        | 27.05.2012             |             | Епархия Кошице         |